# Nekrolog 1412
Nekrolog
◄◄
| ◄
| 1408
| 1409
| 1410
| 1411
| 1412 | 1413 | 1414 | 1415 | 1416 | ► | ►►
Weitere Ereignisse | Allgemeiner Nekrolog 1412
Die Beschreibung der verstorbenen Person sollte so kurz wie möglich gehalten sein und nur deren signifikante Tätigkeit(en) enthalten.
Neue Namen ggf. auch unter dem Geburts- und Sterbedatum, also etwa unter 1. Januar und im Geburts- und Sterbejahr (2024) eintragen (nur bei entsprechender großer Wichtigkeit). Für Beispiele siehe die schon vorhandenen Artikel.
Außerdem über die fünf zuletzt Verstorbenen, zu denen es einen ausreichend guten Artikel für eine Präsentation auf der Hauptseite gibt, nach der todesbedingten Überarbeitung der Artikel ggf. auch unter Wikipedia Diskussion:Hauptseite informieren und sie am besten auch in den anderen Wikipedia-Sprachversionen eintragen. Tipp: Regelmäßig bei news.google.de nach „ist tot“, „gestorben“ oder „verstorben“ suchen.
Wenn eine Person gestorben ist, gibt es viele Seiten zu dieser Person in der Wikipedia, die davon auch betroffen sind und entsprechend aktualisiert werden müssen. Beispiele: Namenübersichtsseite, Geburtsjahr, Geburtsort-Seiten und viele mehr.
Wie finde ich die betroffenen Seiten?
Im Suchfeld auf der linken Seite gibt man den Suchbegriff so ein: „Vorname Nachname“. Dann klickt man auf Volltext und alle Seiten mit entsprechendem Suchtext werden aufgerufen. Hier sieht man dann schnell, wo auch das Todesjahr Sinn macht oder sogar ein Teil des Artikels angepasst werden muss. Auch hilft das „Werkzeug“ auf der linken Seite sehr gut, um solche Seiten aufzufinden: „Links auf diese Seite“. Somit ist die Wikipedia wieder aktuell in allen Bereichen! Hinweis: bei Eintragung der Kategorie „Gestorben JAHR“ wird der Missbrauchsfilter 49 ausgelöst, was jedoch nicht schlimm ist. Siehe: Spezial:Missbrauchsfilter/49
Dies ist eine Liste von im Jahr 1412 verstorbenen bekannten Persönlichkeiten. Die Einträge erfolgen innerhalb der einzelnen Daten alphabetisch sortiert. Tiere sind im Nekrolog für Tiere zu finden.

## Januar
| Tag        | Name                              | Beruf, bekannt als                 | Alter | Beleg |
| ---------- | --------------------------------- | ---------------------------------- | ----- | ----- |
| 11. Januar | Antonio Caetani                   | italienischer Bischof und Kardinal |       |       |
| 15. Januar | Badeloge Maurijnsdr. van der Does | niederländische Abtissin           |       |       |

## März
| Tag     | Name                     | Beruf, bekannt als                                         | Alter | Beleg |
| ------- | ------------------------ | ---------------------------------------------------------- | ----- | ----- |
| 1. März | Albrecht III.            | König von Schweden und Herzog zu Mecklenburg               |       |       |
| 5. März | Alfonso de Aragón y Foix | Herzog von Gandía, Graf von Denia und Ribagorza            |       |       |
| März    | Simon Oldesloe           | deutscher Kaufmann und Bürgermeister der Hansestadt Lübeck |       |       |

## April
| Tag      | Name                    | Beruf, bekannt als                                                                 | Alter | Beleg |
| -------- | ----------------------- | ---------------------------------------------------------------------------------- | ----- | ----- |
| 2. April | Ruy González de Clavijo | spanischer Diplomat, Autor eines zeitgenössischen Berichts über das Timuridenreich |       |       |

## Mai
| Tag     | Name                    | Beruf, bekannt als        | Alter | Beleg |
| ------- | ----------------------- | ------------------------- | ----- | ----- |
| 16. Mai | Facino Cane de Casale   | italienischer Condottiere |       |       |
| 16. Mai | Giovanni Maria Visconti | Herzog von Mailand        | 23    |       |

## Juni
| Tag      | Name               | Beruf, bekannt als                        | Alter | Beleg |
| -------- | ------------------ | ----------------------------------------- | ----- | ----- |
| 17. Juni | Enrico Minutoli    | Kardinal und Erzbischof von Neapel        |       |       |
| 21. Juni | Friedrich X.       | Graf von Hohenzollern                     |       |       |
| 29. Juni | Niccolò Brancaccio | Erzbischof von Bari und Cosenza, Kardinal |       |       |

## Juli
| Tag      | Name                        | Beruf, bekannt als                    | Alter | Beleg |
| -------- | --------------------------- | ------------------------------------- | ----- | ----- |
| 14. Juli | Francesco Uguccione         | katholischer Bischof und Kardinal     |       |       |
| 28. Juli | Heinrich III. von Rosenberg | böhmischer Adliger, Oberster Burggraf |       |       |
| 29. Juli | Peter von Navarra           | Graf von Mortain                      | 46    |       |

## August
| Tag       | Name                   | Beruf, bekannt als                | Alter | Beleg |
| --------- | ---------------------- | --------------------------------- | ----- | ----- |
| 6. August | Margarethe von Durazzo | Königin von Ungarn und von Neapel | 65    |       |

## September
| Tag          | Name                             | Beruf, bekannt als                                                | Alter | Beleg |
| ------------ | -------------------------------- | ----------------------------------------------------------------- | ----- | ----- |
| 1. September | Reinhard von Moirke, der Jüngere | deutscher Schöffe und Bürgermeister der Freien Reichsstadt Aachen |       |       |

## Oktober
| Tag         | Name                   | Beruf, bekannt als           | Alter | Beleg |
| ----------- | ---------------------- | ---------------------------- | ----- | ----- |
| 24. Oktober | Johannes von Hohenlohe | Herr von Hohenlohe-Uffenheim |       |       |
| 28. Oktober | Margarethe I.          | Gründerin der Kalmarer Union |       |       |

## November
| Tag          | Name                    | Beruf, bekannt als                                  | Alter | Beleg |
| ------------ | ----------------------- | --------------------------------------------------- | ----- | ----- |
| 18. November | Marquard von Krummensee | Propst des Doms zu Brandenburg, Domherr und Pfarrer |       |       |

## Dezember
| Tag          | Name                         | Beruf, bekannt als                              | Alter | Beleg |
| ------------ | ---------------------------- | ----------------------------------------------- | ----- | ----- |
| 28. Dezember | Benedikta von Bechburg       | Fürstäbtissin des Fraumünsterklosters in Zürich |       |       |
| 28. Dezember | Konrad III.                  | Herzog von Oels                                 |       |       |
| 30. Dezember | Elisabeth von Nassau-Hadamar | Äbtissin zu Essen                               |       |       |
| Dezember     | Johannes Ciconia             | franco-flämischer Komponist                     |       |       |

## Datum unbekannt
| Tag | Name                   | Beruf, bekannt als                                | Alter | Beleg |
| --- | ---------------------- | ------------------------------------------------- | ----- | ----- |
|     | Archambaud de Grailly  | Graf von Bénauges und Foix                        |       |       |
|     | Heinrich von Berching  | deutscher Theologe des Spätmittelalters und Autor |       |       |
|     | Nosselmann Bunstorp    | Ratsherr der Hansestadt Lübeck                    |       |       |
|     | Faradsch               | Sultan der Mamluken in Ägypten (1399–1412)        |       |       |
|     | Otto Jageteufel        | Bürgermeister von Stettin, Stifter                |       |       |
|     | Konrad von Hebenstreit | Fürstbischof von Freising, Bischof von Gurk       |       |       |
|     | Bernhard Pleskow       | Lübecker Ratsherr                                 |       |       |
|     | Rendawa Shönnu Lodrö   | buddhistischer Lama und Autor                     |       |       |
|     | Somuncu Baba           | Lehrer und Gelehrter                              |       |       |